# 水头镇 (佛冈县)
水头镇，是中华人民共和国广东省清远市佛冈县下辖的一个乡镇级行政单位。

## 行政区划
水头镇下辖以下地区：
水头社区、西田村、石谭村、桂田村、桂元村、王田村、铜溪村、连瑶村、潭洞村、新联村和新坣村。